# Al-Ittihad FC Jiddah
|  | Aquest article tracta sobre el club de futbol saudita. Vegeu-ne altres significats a «Al-Ittihad». |

L'Al-Ittihad FC Jiddah (àrab: نادي الاتحاد العربي السعودي لكرة القدم, Nādī al-Ittiḥād al-ʿArabī as-Saʿūdī li-Kurat al-Qadam, ‘Club Saudita de Futbol de la Unió Àrab’) és un club de futbol saudita de la ciutat de Jiddah. Al-Ittihad significa ‘Unió’.
Els partits de l'Ittihad es juguen a l'estadi principal de Jiddah, el King Abdullah Sports City, que és el segon estadi més gran de l'Aràbia Saudita, amb una capacitat per a 62.345 espectadors.

## Història
L'any 1927 un grup de joves de Jeddah decidiren formar un grup de futbol. Aquests joves eren Hamza Fitaihi, Abdulsamad Najeeb Alsaady, Ismail Zahran, Ali Yamani, Abduazeez Jameel, Abdulateef Jameel, Othman Banajah, Ahmad Abu Talib, Ali Sultan i Ahmed Almir.
El club es formalitzà oficialment el 1928, essent el club en actiu més antic d'Aràbia i un dels més reeixits pel que fa a títols.

## Palmarès
- Lliga saudita de futbol:[3]

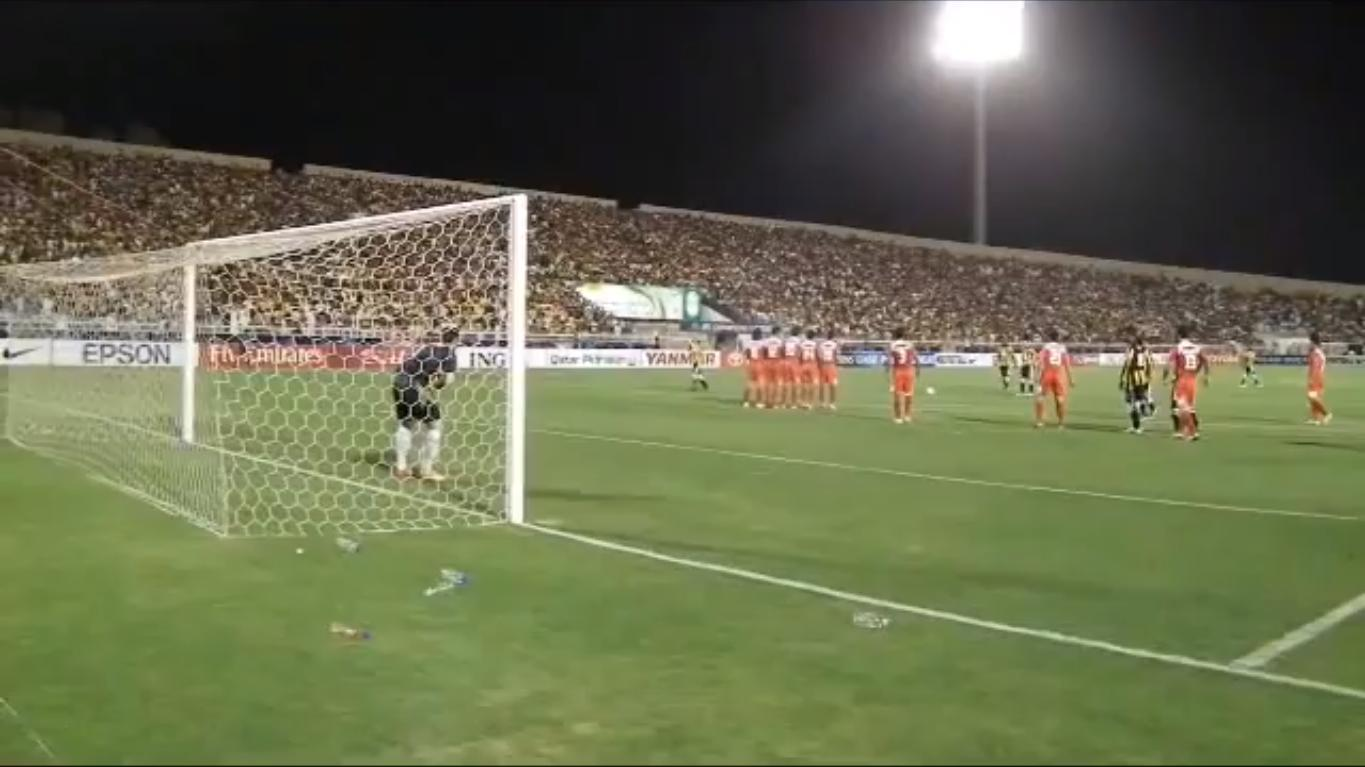
Al-Ittihad vs Persepolis.

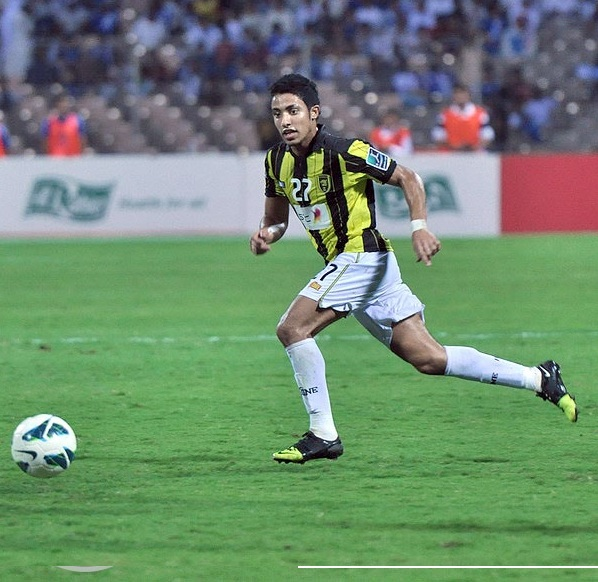
Jugador d'Al-Ittihad.

  - 1981–82, 1996–97, 1998–99, 1999–2000, 2000–01, 2002–03, 2006–07, 2008–09, 2022–23, 2024–25
- Copa del Rei saudita de futbol:[4]
  - 1958, 1959, 1960, 1963, 1967, 1988, 2010, 2013, 2018, 2025
- Copa del Príncep de la Corona saudita de futbol:[4]
  - 1958, 1959, 1963, 1991, 1997, 2001, 2004, 2016–17
- Supercopa saudita de futbol:[4]
  - 2022
- Copa Federació saudita de futbol:[4]
  - 1986, 1997, 1999
- Copa Associació saudita de futbol:
  - 1974
- Lliga de Campions de l'AFC:
  - 2004, 2005
- Recopa asiàtica de futbol:
  - 1999
- Lliga de Campions aràbiga de futbol:
  - 2005
- Copa del Golf de clubs de futbol:
  - 1999
- Supercopa saudí-egípcia de futbol:
  - 2003, 2001

## Futbolistes destacats
- Mohamed Kallon
- Titi Camara
- Alhassane Keita
- Tijjani Babangida
- Roberto Donadoni
- Rob Witschge
- Milenko Ačimovič
- Bebeto
- Wagner
- Reinaldo
- Jared Borgetti
- Karim Benzema
- N'Golo Kanté
- Danilo Pereira

## Entrenadors destacats
- Vanderlei Luxemburgo
- Osvaldo Ardiles
- Tomislav Ivić
- Anghel Iordănescu
- Vahid Halilhodžić
- Gabriel Calderón